# 新羅区
新羅区（しんら-く）は中華人民共和国福建省竜岩市に位置する市轄区。

## 歴史
138年（永和3年）に新羅県が設置される。南朝梁の大同年間（535年-546年）に竜渓県に統合されたが、736年（開元24年）に新羅県が再び設置され、742年（天宝元年）に竜岩県と改称された。1981年に県級市に改編され、1996年に竜岩地区が地級市に昇格した際に、旧竜岩市は新羅区に改編され現在に至る。

## 行政区画
下部に10街道、10鎮を管轄する
- 街道
  - 東城街道、南城街道、西城街道、中城街道、西陂街道、曹渓街道、東肖街道、竜門街道、鉄山街道、北城街道
- 鎮
  - 紅坊鎮、適中鎮、雁石鎮、白沙鎮、万安鎮、大池鎮、小池鎮、江山鎮、岩山鎮、蘇坂鎮

## 交通

### 鉄道
- 中国鉄路総公司
  - 贛瑞竜線、竜漳線、南竜線、漳竜線
    - 竜岩駅

  - 南竜線
    - 雁石南駅

### 道路
- 高速道路
  - 厦蓉高速道路
  - 莆永高速道路
- 国道
  - G319国道

## 観光地
- 竜崆洞
- 蓮花山公園 - 南環西路と蓮南路に挟まれたエリアで蓮花山（492m）が聳える。